# Jiří Vaněk
Jiří Vaněk (* 24. April 1978 in Domažlice, Tschechoslowakei) ist ein ehemaliger tschechischer Tennisspieler und Trainer.

## Karriere
Vaněk konnte vor allem auf der Challenger Tour Erfolge feiern. Im Einzel gewann er in seiner Karriere 11 Titel sowie einen weiteren im Doppel. Auf der ATP World Tour feierte er 2005 in Acapulco seinen größten Erfolg, als er mit Tomáš Zíb bis ins Finale kam. Dort unterlagen sie den Spaniern David Ferrer und Santiago Ventura. Bei Grand-Slam-Turnieren kam er weder im Einzel noch im Doppel über die zweite Runde hinaus.
2000 und 2008 nahm er an den Olympischen Spielen in Sydney und Peking teil. In Sydney schied er in der zweiten Runde im Einzel gegen Maks Mirny aus, in Peking verlor er bereits in der Auftaktrunde. Letztmals regelmäßig spielte der Tscheche im Jahr 2010.

## Erfolge
| Legende (Anzahl der Siege)  |
| Grand Slam                  |
| ATP World Tour Finals       |
| ATP World Tour Masters 1000 |
| ATP World Tour 500          |
| ATP World Tour 250          |
| ATP Challenger Tour (12)    |

### Einzel

#### Turniersiege
| Nr. | Datum              | Turnier           | Belag       | Finalgegner         | Ergebnis       |
| --- | ------------------ | ----------------- | ----------- | ------------------- | -------------- |
| 1.  | 23. August 1998    | Warschau          | Sand        | Andrei Tscherkassow | 7:6, 7:5       |
| 2.  | 13. September 1998 | Belgrad           | Sand        | Diego Moyano        | 6:3, 6:3       |
| 3.  | 27. Februar 2000   | Ho-Chi-Minh-Stadt | Hartplatz   | Reginald Willems    | 7:65, 6:4      |
| 4.  | 17. Juni 2001      | Weiden            | Sand        | Hugo Armando        | 7:5, 6:2       |
| 5.  | 24. Juni 2001      | Lugano            | Sand        | Juan Antonio Marín  | 6:2, 6:3       |
| 6.  | 1. Juni 2003       | Ljubljana (1)     | Sand        | Boris Pašanski      | 6:3, 3:6, 6:1  |
| 7.  | 30. Mai 2004       | Ljubljana (2)     | Sand        | Björn Phau          | 5:7, 6:1, 7:65 |
| 8.  | 6. Juni 2004       | Fürth             | Sand        | Gilles Simon        | 7:5, 6:2       |
| 9.  | 30. Januar 2005    | Heilbronn         | Teppich (i) | Lars Burgsmüller    | 6:2, 6:4       |
| 10. | 26. August 2007    | Manerbio          | Sand        | Éric Prodon         | 6:0, 6:4       |
| 11. | 11. Mai 2008       | Ostrava           | Sand        | Jan Hernych         | 6:3, 4:6, 6:1  |

### Doppel

#### Turniersiege
| Nr. | Datum         | Turnier | Belag | Partner          | Finalgegner                 | Ergebnis      |
| --- | ------------- | ------- | ----- | ---------------- | --------------------------- | ------------- |
| 1.  | 2. April 2005 | Neapel  | Sand  | Janko Tipsarević | Massimo Bertolini Uros Vico | 3:6, 6:4, 6:2 |

#### Finalteilnahmen
| Nr. | Datum            | Turnier  | Belag | Partner   | Finalgegner                   | Ergebnis      |
| --- | ---------------- | -------- | ----- | --------- | ----------------------------- | ------------- |
| 1.  | 27. Februar 2005 | Acapulco | Sand  | Tomáš Zíb | David Ferrer Santiago Ventura | 6:4, 1:6, 4:6 |

## Tennistrainer
Von Wimbledon 2014 bis Mitte November 2016 trainierte er Tennisspielerin Karolína Plíšková. Seit Mitte Dezember 2016 bis heute ist er Coach von Petra Kvitová.
Im Juli 2023 heirateten Vaněk und Kvitová. Im Juli 2024 wurde ihr gemeinsamer Sohn Petr geboren.